# 春紫菀 (YOASOBI歌曲)
〈春紫菀〉（日语： harujion */?）是日本雙人音樂組合YOASOBI的第三首單曲，於2020年5月11日發行。此曲亦是YOASOBI第一首非monogatary.com「將小說音樂化」企劃的作品，但同樣是根據小說改編，由橋爪駿輝所著的《即使如此，Happy End》為原型創作。

## 製作與背景
〈春紫菀〉由Ayase創作，ikura演唱，是首時長3分18秒，每分鐘130拍的升G大調日本流行音樂。〈春紫菀〉是以橋爪駿輝所著的愛情小說《即使如此，Happy End》（日語：それでも、ハッピーエンド）為原型創作。
有別於YOASOBI的前兩首單曲，〈春紫菀〉並非monogatary.com「將小說音樂化」企劃的作品，而是為日本飲品公司三得利旗下新產品ZONe能量飲料的印象曲，虛擬偶像絆愛和花譜亦是該廣告企劃的參與者。

## 歌詞內容概述
歌曲標題為〈春紫菀〉，春紫菀的花語是想念的愛。歌詞內容以一名剛分手的女生視角出發，描述其如何從失戀中走出來，過程中不斷想起二人過去的點點滴滴，但最後終於改變心態，接受了分手的事實，並視感情結束為「好的結局」。

## 商業成績
在2020年6月1日，歌曲獲得Oricon公信榜單曲合算週榜第5名和《日本公告牌》百強單曲榜第10名，以及《日本公告牌》百強單曲榜2020年度第34名。

## 音乐视频
〈春紫菀〉的音乐视频於2020年5月11日在Ayase的YouTube頻道上發佈，截至2022年2月23日，其點擊數已達七千一百萬次。影片動畫由異次元TOKYO的監督篠田利隆和製作人「youkiss」大久保優樹製作。

## 現場演唱
2021年7月4日，YOASOBI在線上演唱會《SING YOUR WORLD》演唱此曲，此曲緊接在〈三原色〉之後，為第二首演唱的曲子。

## 收錄歌曲
| 數位下載 | 數位下載 | 數位下載 | 數位下載 | 數位下載 |
| 曲序     | 曲目     | 词曲     | 编曲     | 时长     |
| -------- | -------- | -------- | -------- | -------- |
| 1.       |          | Ayase    | Ayase    | 3:18     |
| 总时长： | 总时长： | 总时长： | 总时长： | 3:18     |